# 小行星10959
小行星10959（10959 Appennino）是一颗绕太阳运转的小行星，为主小行星带小行星。该小行星于1960年9月24日发现。

## 轨道参数
小行星10959的轨道半长轴为2.3759891 UA，离心率为0.090。